# Sachin Sahrawat
Sachin Sahrawat (1997) è un lottatore indiano, specializzato nella lotta greco romana.

## Palmarès
- Campionati asiatici

Ulaanbaatar 2022: bronzo nei 67 kg.